# Небна съгласна
Небните съгласни (палатални) представляват съгласни звукове, чието учленение се извършва като средната част на езика се доближи или допре до твърдото предно небце (лат.: palatum). При тези съгласни дейният учленител е езикът, а неподвижният – твърдото небце.
Съгласните звукове, образувани посредством доближаване завития крайчец на езика назад до твърдото небце, се наричат ретрофлексни.
Небните съгласни, разпознаваеми от Международната фонетична азбука:
- /c/ – беззвучна небна прерадна съгласна;
- /ɟ/ – звучна небна преградна съгласна;
- /cʼ/ – небна преградна изтласкваща съгласна;
- /ʄ/ – звучна небна имплозивна съгласна;
- /c͡ç/ – беззвучна небна преградно-проходна съгласна;
- /ɟ͡ʝ/ – звучна небна преградно-проходна съгласна;
- /ç/ – беззвучна небна проходна съгласна;
- /ʝ/ – звучна небна проходна съгласна;
- /j/ – небна приблизителна съгласна;
- /ɲ/ – звучна небна носова съгласна;
- /ʎ/ – небна странична приблизителна съгласна;
- /ʎ̥/ – беззвучна небна странична проходна съгласна;
- /cʎ̥ʼ/ – небна странична преградно-проходна изтласкваща съгласна;
- /ʎ̯/ – звучна небна странична едноударна съгласна;
- /ǂ/ – небна щракаща съгласна.